# Jerbu petit de James
El jerbu petit de James (Dipodillus jamesi) és una espècie de rosegador de la família dels múrids. És endèmic de la costa oriental de Tunísia. No se sap gaire cosa del seu hàbitat i la seva història natural perquè tan sols se n'ha trobat un exemplar. Es desconeix si hi ha cap amenaça significativa per a la supervivència d'aquesta espècie.
L'espècie fou anomenada en honor de l'ornitòleg britànic James Maurice Harrison.